# Siegbert Rampe
Siegbert Rampe (* 9. Februar 1964 in Pforzheim; † 2. Februar 2025) war ein deutscher Cembalist, Organist, Pianist, Dirigent, Lehrer und Musikwissenschaftler.

## Leben
Rampe studierte in Stuttgart, Amsterdam und Salzburg Cembalo, Orgel, Hammerklavier und Komposition. Seine Lehrer waren Kenneth Gilbert, Ton Koopman, Ludger Lohmann und Helmut Lachenmann.
1988 gründete er das Barockorchester Nova Stravaganza zunächst unter dem Namen La Stravaganza Hamburg. Als Solist und zusammen mit diesem Orchester übernahm er weltweite Konzerttätigkeiten und spielte mehr als 80 CDs ein, die regelmäßig ausgezeichnet wurden, viermal mit dem Echo Klassik. Rampe lehrte Cembalo und Hammerklavier an der Folkwang-Hochschule in Essen und am Mozarteum in Salzburg. Von 2005 bis 2007 lehrte er als Assistant Professor für historische Tasteninstrumente an der School of Music des Herberger College of Fine Arts der Arizona State University (USA).
Als Musikwissenschaftler veröffentlichte Rampe mehrere hundert Schriften zur Musikgeschichte sowie zum Instrumentarium und zur historischen Aufführungspraxis der Musik des 15. bis 19. Jahrhunderts, darunter zahlreiche Bücher sowie rund 40 Bände wissenschaftlicher Gesamtausgaben mit älterer Tastenmusik von Jan Pieterszoon Sweelinck bis Wolfgang Amadeus Mozart, ferner einige Biographien.

## Schriften (Bücher)
- Mozarts Claviermusik: Klangwelt und Aufführungspraxis. Kassel, 1995.
- Bachs Orchestermusik: Entstehung Klangwelt, Interpretation. Kassel, 2000.
- Bach – Das Wohltemperierte Clavier I. Tradition, Entstehung, Funktion, Analyse. Ulrich Siegele zum 70. Geburtstag (Herausgeber und Autor). München/Salzburg 2002.
- Bachs Klavier- und Orgelwerke. Das Handbuch  (in 2 Bänden: Herausgeber und Autor). Laaber, 2007/08.
- Händels Instrumentalmusik. Das Handbuch. (Herausgeber und Autor). Laaber 2009.
- Georg Friedrich Händel und seine Zeit. (Reihe: Große Komponisten und ihre Zeit. Herausgeber und Autor). Laaber, 2009.
- Antonio Vivaldi und seine Zeit (Reihe: Große Komponisten und ihre Zeit). Laaber, 2010.
- Bachs Orchester- und Kammermusik. Das Handbuch. (in 2 Bänden: Herausgeber und Autor). Laaber, 2013.
- Orgel- und Clavierspielen 1400–1800. Eine deutsche Sozialgeschichte im europäischen Kontext (= Musikwissenschaftliche Schriften, 48). München/Salzburg 2014.
- Carl Philipp Emanuel Bach und seine Zeit. (Reihe: Große Komponisten und ihre Zeit). Laaber, 2014.
- Generalbasspraxis 1600–1800 (= Grundlagen der Musik, 5). Laaber, 2014.
- Beethovens Klaviere und seine Klavierimprovisation. Klangwelt und Aufführungspraxis (= Musikwissenschaftliche Schriften, 49). München/Salzburg 2015.
- Das neue Bach-Lexikon. (Herausgeber und Autor). Laaber 2016.
- Georg Philipp Telemann und seine Zeit. (Reihe: Große Komponisten und ihre Zeit). Laaber, 2017.
- Sozialgeschichte der Musik des Barock (= Handbuch der Musik des Barock, 6. Herausgeber und Autor). Laaber, 2018.
- Instrumentalmusik des Barock (= Handbuch der Musik des Barock, 3). Laaber, 2018.

## Tondokumente (Auswahl)
- J. S. Bach: Brandenburgische Konzerte.
- J. S. Bach: Sechs Partiten.
- W. A. Mozart: Complete Clavier Works.